# Calheta (freguesia de Madère)
Pour les articles homonymes, voir Calheta.
Calheta est une freguesia portugaise située dans la ville de Calheta, dans la région autonome de Madère.

## Description
Avec une superficie de 23,47 km2 et une population de 3 105 habitants (2001), la paroisse possède une densité de 132,3 hab/km2.